# رسوميات

نجمة رسومياتية، مرسومة باستخدام برنامج حاسوب

رسوميات حاسوبية

الرسوميات (بالإنجليزية: Graphics وتلفظ «گرافيكس») هي صور مرئية أو تصميمات تُنشأ باستخدام الحاسوب رقميًا في العادة ولكنها كانت تُنشأ بدون الحاسوب في مجالات البريد والجرائد وغيرها سابقًا.

## تسمية
كان أول من أطلق تسمية (Graphic Designer) هو المصمم وليام أديسون دويغنز عام 1922 وقام بتعريف مصطلح «المصمم الجرافيكي»:الشخص الذي يجمع بين العناصر المختلفة -كلمات، صور، ألوان...- في صفحة واحدة بشكل يجذب النظر. التصميم الجرافيكي مشتق من كلمة (Graph)، وهي تعني (رسم بياني)، أما كلمة (Graphic) فهي تعني (تصويري، مرسوم، مطبوع...)، معظم القواميس الفنية المتخصصة تفيد أن أصل هذه الكلمة لاتيني وهي من كلمة جرافوس – Graphus وتعني ضمن ما تعني: «خط مكتوب أو مرسوم أو منسوخ»، فأستعير اللفظ في اللغات الأوروبية لكي يطلق على كل رسم بخط منسوخ ثم أصبح اسماً عالمياً لهذا الفن.

## تاريخ
ظل التصميم الجرافيكي لفترة كبيرة يختص بإنتاج المواد المطبوعة (مجلات، جرائد، كتب، أوراق رسمية، أوراق معاملات، بطاقات فيزت، نشرات إعلانية، بطاقات تهنئة، تذاكر حفلات ومباريات، أختام، شعارات، مغلفات رسائل، مغلفات المنتجات، صناديق الطرود، وغيره.

## تطور الرسوميات
التطور الحاصل في مجال تكنولوجيا المعلومات أضاف الكثير للتصميم الجرافيكي فأضحى هناك فرع قائم بحد ذاته أطلق عليه اسم «الوسائل الإعلامية المتعددة» (بالإنجليزية: وسائط متعددة)، والذي يتعامل مع رسومات الكمبيوتر –بدون الحاجة إلى طباعتها- ويكونها في إطار حركي كالأفلام السينمائية، مع إمكانية استخدام التأثيرات الصوتية.
```
وحتى 
الرسوم المتحركة
 التي كانت ترسم باليد أصبحت بعد انتشار الملتيميديا ترسم وتحرك بواسطة الحاسوب في وقت أقل بكثير من ذي قبل، وبعد أن أصدرت شركة (Macromedia) إصدارها الأول من برنامج (Flash) أصبح مجال الرسوم المتحركة من أكثر المجالات متعةً بالنسبة للكثير من المصممين، فهذا البرنامج قد أحدث نقلةً نوعية في عالم الرسوم المتحركة، بالإضافة إلى عالم 
تصميم مواقع الإنترنت
. والروسميات ظهرت كفرع قوي من فروع تصميم الجرافيك في الآونة الأخيرة نظراً لانتشار 
شبكة الإنترنت
 بشكل واسع في 
العالم
، حيث احتاجت الشركات الكبيرة إلى البحث عن طرق جديدة من أجل 
تسويق
 منتجاتها، وتسهيل معاملاتها التجارية، ظهرت 
التجارة الإلكترونية
.
```

## فن الجرافيك
في معناه العام هو فن قطع أو حفر أو معالجة الألواح الخشبية أو المعدنية أو أي مادة أخرى بهدف تحقيق أسطح طباعية، والحصول على تأثيرات فنية تشكيلية مختلفة عن طريق طباعتها.

### علاقته مع الطبيعة والحياة
يستوحى المصمم رموزه وعناصره في الغالب من الطبيعة، ويبدأ التصميم عندما تتحول الفوضى إلى نسق ونظام (أي يكون التصميم مرتب ولا يحتوى على العشوائيه). والتصميم كلمة تدل على حدود العقل الإنساني، وعلى مدى الحقائق التي يدركها الإنسان ويستخلصها تدريجياً من الفوضى، وكلما زادت معارفه وثقافته ساعده ذلك على تنظيم التصميم، فيحل محل الفوضى النسق والنظام.
ولذلك فمن المتوقع أن تكون لدى الفنان حساسية زائدة عن الآخرين من حيث إدراك الأشكال وما تتضمنه من معاني. فالمصمم يمر بعمليتين خلال استلهام الطبيعة وما بها:
•	داخلية: متصلة بقدراته الإدراكية فيها من ثقافة ومزاج وقدرات فسيولوجية وبيولوجية.
•	خارجية: تتمثل في العلاقة بالطبيعة، حيث تعتمد عملية التصميم على التنظيم البصري، وعلى كيفية رؤية الطبيعة والتنوع فيها.
ويختلف مفهوم الطبيعة لدى المصمم تبعاً للمواقف البيئية المختلفة، كذلك توجد نماذج أخرى في البيئة تعكس النظام والتصميم في الطبيعة، وكلما كانت البيئة جذابة أحس الإنسان بحاجته لأن يعكس جمالها بطريقة تلقائية.
وقد أصبح مفهوم الطبيعة يعنى القوة المسيطرة على نظم ونسق الكون والوجود في نموه وتطوره، ومن الطبيعي في أن النظم الهندسية أو الرياضية كلمة تدل على الطبيعة سواء كانت عضوية أو غير عضوية، يتحكم فيها العوامل التالية:
•	التنوع.
•	التوزان.
•	التناسب.
•	التماثل.
وهناك علاقة بين التصميم والقانون الطبيعي للنمو، وأيضاً هناك علاقة بين التصميم والحياة، حيث يلاحظ توافر عناصر أسس التصميم في الطبيعة (الوحدة، التناسب، الإيقاع، الاتزان، السيادة).

## التصميم الجرافيكي والحياة
هناك خطأ شائع عن أن التصميم الجرافيكي هو –فقط- أحد مجالات الفنون، ولكن الحقيقة تخالف هذا الأمر لأن التصميم الجرافيكي له صلة كبيرة بالحياة؛ فهو يتغلغل ويشارك في جميع الأنشطة البشرية التي يتعامل من خلالها الإنسان في ميادين الحياة المتعددة. وبمعنى آخر، فإن التصميم الجرافيكي هو أسلوب حياة، وهو طريقة لإيجاد الحلول المختلفة التي يواجهها الناس في واقعهم اليومي. يمر المصمم بتجارب كثيرة في حياته ويتعرض لمواقف متنوعة، فتتحرك في داخله خبرات سابقة قد ترتبط بانفعالاته، وقد ويشعر المصمم بالحاجة إلى إيجاد مخرج لهذه الانفعالات حتى يحاول استعادة اتزانه، فيتجه نحو الناس لكي ينقل لهم صدى الخبرات التي اكتسبها. اليوم، ومع التطور الهائل في عالم الاتصال وما تبعه من تطور في شتى المجالات، تتضح الصورة أكثر من أي وقت مضى فيما يتعلق باهمية التصميم الجرافيكي وما يقدمه المصصمون لكافة الانشطة الحياتية اليومية في عالم يعج بالمنافسة وبالسرعة. في الجهة المقابلة هناك تطور مستمر في صناعة الإعلان، ولهذا فإن مصممي الإعلانات يعتبرون من أهم عناصر العملية الاتصالية، لأنهم يقومون بالاتصال مع شرائح مختلفة من المجتمع، وتقع على عاتقهم مسؤولية جعل المنتجات والخدمات جذابة لكل الناس، وهم أيضاً يساعدون على نقل وتثبيت الأفكار. لقد أصبح التصميم الجرافيكي أحد أهم عوامل النجاح لأي نشاط إنساني، وأصبح المصمم حلقة الوصل ما بين الشركات والجمهور، وبفضل جوهر عمل المصصم في نقل الأفكار والرسائل إلى الناس أصبح بالإمكان النظر إلى المصمم كشخص قائم بالاتصال، فهو يضطلع بمسؤولية صنع وإنتاج الرسالة الاتصالية بدءا من وضع الفكرة أو السياسة العامة ومراحل الصياغة المختلفة لها، وانتهاء بإخراجها وتقديمها للجمهور المتلقي بهدف التأثير.
دائما يحتاج المصمم للتغيير الروتينى وسماع آراء الجمهور في مجالات كثيرة لإنتاج أفضل وفكر أفضل وهو التطوير الإعلاني للجمهور لكى تبقى حلقة وصل ناجحة بين الشركة والجمهور.

### القائم بالاتصال
حدد الباحث «ديفيد برلو» الشروط الواجب توفرها في القائم بالاتصال، وهو ما ينطبق على المصمم الجرافيكي، ويمكن ايجاز هذه الشروط في مايلي:
توافر مهارات الاتصال، وهي خمس مهارات " الكتابة، التحدث، القراءة، الإنصات، والقدرة على التفكير السليم لتحديد أهداف الاتصال.
اتجاهات القائم بالاتصال نحو نفسه ونحو الموضوع ونحو المتلقي، وكلما كانت هذه الاتجاهات ايجابية زادت فعالية القائم بالاتصال.
مستوى معرفة المصدر وتخصصه بالموضوع الذي يعالجه يؤثر في زيادة فعاليته.
مركز القائم بالاتصال في إطار النظام الاجتماعي والثقافي وطبيعة الأدوار التي يؤديها والوضع الذي يراه الناس فيه يؤثر على فعالية الاتصال.
معرفة السياسة الإعلامية لمؤسسته، ويتم ذلك حسب «وارين بريد» بعدة طرق منها:
القراءة المستمرة لجريدة المؤسسة.
المشاركة في الدورات والمحاضرات التي تقيمها المؤسسة.
عن طريق الاحتكاك مع زملاءه ذوي الخبرة في المؤسسة.
عن طريق توجيهات رئيس التحرير.
عن طريق الخبرة. أصبح التصميم الجرافيكي جزءاً أساسياً من حياتنا اليومية والاجتماعية والاقتصادية والسياسية نظراً لأن جميع أفراد المجتمع كافة -مستهلكين ومنتجين وتجار- بحاجة إليه، فالتصميم الجرافيكي بالنسبة للمستهلكين ضرورة ملحة لتحقيق غاياتهم في الإشباع عن طريق الإعلان الذي يزودهم بالمعلومات ويحيطهم بأفضل أنواع السلع والخدمات المعروضة، بمواصفاتها وأسعارها، وأماكن تواجدها، لكي يمكنهم من المفاضلة والتمييز بين الأنواع والبدائل المختلفة، ويساعدهم على اتخاذ قرارات الشراء على أسس مدروسة. أما بالنسبة للمنتجين ورجال الأعمال يعد التصميم الجرافيكي بمثابة متحدث رسمي عن نشاطاتهم، وهو الذي يحثهم على المحافظة على علاقاتهما الدائمة: بجماهير المستهلكين بالشكل الذي يطمحون إليه فهم يهتمون بإشباع الحاجات والرغبات من جهة، وتحقيق الأرباح من جهة أخرى. كل هذه الأمور جعلت للتصميم الجرافيكي أهمية خاصة ودورً مهماً في النشاط الاقتصادي، والاجتماعي، والسياسي، وجعلت منه في الوقت الحاضر علم له قواعده وأصوله العلمية التي تستند على المعرفة العلمية لعلم النفس والاجتماع والإدارة والاقتصاد وغيرها من العلوم، بالإضافة لكونه فناً في التطبيق والممارسة.

## قائمة المراجع
1. ↑  المعجم الموحد لمصطلحات تقانة (تكنولوجيا) المعلومات: (إنجليزي-فرنسي-عربي). سلسلة المعاجم الموحدة (36) (بالعربية والإنجليزية والفرنسية). الرباط: مكتب تنسيق التعريب. 2011. ص. 53. ISBN:978-9954-0-0742-6. OCLC:1413893208. QID:Q111267300.
2. 1 2 3  رمزي العربي، التصميم الجرافيكي، ط2، مكتبة المجتمع العربي، عمان، الأردن، 2009.